# Астон, Билл
Билл А́стон (англ. Bill Aston, 29 марта 1900 года — 4 марта 1974 года) — английский автогонщик-любитель, участвовавший в чемпионате Формулы-1 в 1952 году. Один из немногих пилотов, выступавших на автомобиле собственной конструкции, за три Гран-при смог лишь единожды выйти на старт, но в гонке прошёл всего пару кругов. Также участвовал в мотогонках, гонках Формулы-2 и Формулы-3. Установил рекорд скорости для автомобилей с двигателем в 500 см3. После окончания короткой формульной карьеры участвовал в различных клубных гонках.

## Биография

### Начало карьеры
Гоночную карьеру Астон начал после Второй мировой войны с выступлений на мотоциклах. В скором времени он сменил два колеса на четыре, перейдя в Формулу-3, где в конце 40-х годов оказался одним из лидеров — несмотря на то, что борьбы в классе было предостаточно. За рулем «Купера» с поллитровым двигателем JAP он неоднократно побеждал на домашних соревнованиях, кроме того, в 1949 году он смог победить в гонке на континенте — в Брюсселе, а в голландском Зандворте стал вторым.
Сменив двигатель своего автомобиля на чуть больший — объёмом 1100 см3, он перешёл в Формулу-2, иногда участвуя и в гонках совместно с автомобилями Формулы-1. Добиться успеха в сколь-нибудь продолжительных соревнованиях не удавалось — подводила надежность, но скорость он проявлял неплохую. Кубки Лаванта и Мажвика в 1950 году он легко выиграл — просто потому что оба представляли собой очень короткие пятикруговые соревнования на и без того коротком треке Гудвуда. Для человека в его возрасте, да ещё и любителя, это было совсем неплохо. Попытался он выиграть оба соревнования и на следующий год, но к этому моменту появился Стирлинг Мосс, и Биллу досталось лишь третье место в кубке Лаванта. Чуть ранее в Гран-при Освобожденных в Шимэ он смог блеснуть, лидируя в первом из заездов, но за круг до финиша двигатель его машины сгорел. В конце года он участвовал в постройке Куперами скоростной версии их поллитрового автомобиля, а затем на трассе в Монлери установил за его рулем мировой рекорд скорости в соответствующей категории.

### Автомобиль собственной конструкции
Желая не только помогать семейству Куперов, но и построить что-то своё, к гоночному сезону 1952 года Астон решил построить собственный автомобиль — тем более что инженерные навыки присутствовали, а выращивание и продажа фруктов позволили накопить необходимые средства. Автомобиль, разработанный Биллом, был в основном повторением конструкции Куперов, но в некоторых узлах Астон применил инженерные решения, до которых Куперы додумались не сразу. Двигатель ему предоставил инженер Арчи Баттеруорт, адаптировавший для этой цели рядный четырёхцилиндровый мотор собственной конструкции, который ранее использовал в собственном полноприводном (!) автомобиле Формулы-1.
Несмотря на заимствование многих идей, автомобиль оказался совсем непохожим на «Куперы». Конфигурация мотора позволила снизить центр тяжести, что в сочетании с некоторыми другими улучшениями позволило сделать авто весьма невысоким, по своему виду напоминающим скорее машину Формулы-3. Построено было две машины — одна для самого Билла, другая для Робина Монтгомери-Черрингтона, выступившего также спонсором мероприятия. Окрашенные в американские бело-голубые цвета, машины были готовы к участию в гонках Формулы-2, но неожиданный переход Формулы-1 к спецификациям классом ниже позволил выставить их на высшем уровне.
Выступления Астон начал все с того же Кубка Лаванта, который все ещё сохранял формат короткого спринта. По сравнению с предыдущими выступлениями результат оказался не очень — Билл стал лишь восьмым. Вообще же машина, обладавшая неплохими задатками, оказалась пугающе ненадежной — так, в мае в гонке на приз BRDC он продержался лишь семь кругов, столько же прошёл в Гран-при Освобожденных, а в Гран-при Монцы в июле и вовсе прошёл лишь четыре круга. Добиться подобающей надежности в основном из-за нехватки как денег, так и просто достаточного количества рабочих рук. В квалификации Гран-при Великобритании он и вовсе уступил почти полторы минуты даже наихудшему из соперников, при том что круг Сильверстоуна обычно проходился приблизительно за две минуты — поэтому перед стартом гонки он снял свою заявку, понимая, что будет просто не допущен.
Наконец, на Гран-при Германии он смог стартовать в гонке, причем сделал это с неплохого 21-го места — правда, неясно, была ли этому причиной его скорость или просто повезло со жребием, так как принцип расстановки гонщиков с третьего ряда не совсем ясен. Так или иначе, на гигантском кольце Нюрбургринга, в несколько раз превышающем по длине обычные для Астона трассы, Билл продержался всего лишь до третьего круга — после этого упало давление масла и он был вынужден сойти.
Пропустив Гран-при Нидерландов, Билл заявился на Гран-при Италии — но большое количество участников вынудило организаторов ввести лимит на стартовое поле. Ограничения оказались весьма суровыми — из 35 заявок на старт могли выйти лишь 24 машины, и Астон, показавший в принципе неплохое, но лишь 31-е время, оказался не у дел. Ещё через две недели он принял участие в традиционном для себя Кубке Магвика — но до финиша удлиненного до семи кругов соревнования ненадежная машина вновь не добралась, протянув всего пять из них.
На следующий год он ещё четырежды участвовал в разного рода малозначительных гонках Формулы-2, добившись хоть какого-то успеха лишь в двух соревнованиях на трассе «Кристал Пэлас» — в мае на «Кубке Коронации» он занял пятое место в первом полуфинале и восьмое — в финале, а в июле на «Елизаветинском кубке» стал седьмым. После этого выступать на своих автомобилях он перестал, а в 1957 году и вовсе продал их. Первую машину (NB41), которой одно время управлял Монтгомери-Черрингтон, новый владелец Морис Гомм переделал в спорткар и заменил ей двигатель. Впоследствии автомобиль ещё несколько раз менял двигатель, переходил из рук в руки и в настоящее время его владелец участвует на нём в соревнованиях исторических автомобилей. Вторая же машина (NB42) и по сей день сохраняет первозданный вид.

### После Формулы-1
Закончив свою короткую во всех смыслах карьеру гонок Гран-при, Астон вплоть до преклонного возраста участвовал в гонках спортивных автомобилей за рулем Mini, Jaguar D-Type и Aston Martin DBR1, зачастую побеждая в своем классе. Последние свои победы он одержал, уже будучи в возрасте за шестьдесят, а закончил карьеру почти в семьдесят. Умер Билл Астон, не дожив меньше месяца до своего 74-го дня рождения, в 1974 году.

## Результаты выступлений в Формуле-1
| Сезон | Команда        | Шасси      | Двигатель          | Ш | 1   | 2   | 3   | 4   | 5      | 6        | 7   | 8       | Место | Очки |
| ----- | -------------- | ---------- | ------------------ | - | --- | --- | --- | --- | ------ | -------- | --- | ------- | ----- | ---- |
| 1952  | Частная заявка | Aston NB41 | Butterworth 2,0 L4 | D | ШВА | 500 | БЕЛ | ФРА | ВЕЛ НС | ГЕР Сход | НИД | ИТА НКВ | —     | 0    |